# Zizyphomyia angusta
Zizyphomyia angusta är en tvåvingeart som beskrevs av Henry J. Reinhard 1967. Zizyphomyia angusta ingår i släktet Zizyphomyia och familjen parasitflugor. Inga underarter finns listade i Catalogue of Life.